# Губар Кирило
Кирило (Іван) Губар — український галицький селянин з Бовшева, посол Галицького сейму 3-го скликання у 1870—1876 роках.
Обраний в окрузі Рогатин — Бурштин (IV курія, входив до складу «Руського клубу»).